# Catephia melas
Catephia melas là một loài bướm đêm trong họ Erebidae.